# Emiliano Zapata
Emiliano Zapata, mehiški revolucionar, * 8. avgust 1879, Anenecuilco, Morelos, Mehika, † 10. april 1919.

## Življenjepis
Rojen je bil v južnomehiški pokrajini Morelos, skoraj v celoti staroselske krvi. Z armado ameriških staroselcev, rekrutiranih s plantaž in vasi, je po letu 1910 vodil revolucijo na jugu države in v letih 1914 in 1915 trikrat zasedel prestolnico Ciudad de Mexico, od tega enkrat skupaj z Villo. Nasprotniki so ga imeli za razbojnika, medtem ko so domorodci v njem videli junaka in odrešitelja ter se oprijeli njegovega agrarnega gibanja, imenovanega zapatizem. Zahrbtno so ga ubili odposlanci Carranze.